# John Roebuck
John Roebuck of Kinneil FRS FRSE (1718 – 17 tháng 7 năm 1794) là nhà phát minh, bác sĩ, kỹ sư cơ khí người Anh.